# La Turbie
La Turbie – miejscowość i gmina we Francji, w regionie Prowansja-Alpy-Lazurowe Wybrzeże, w departamencie Alpy Nadmorskie.
Według danych z 1990 r. gminę zamieszkiwało 2609 osób, a gęstość zaludnienia wynosiła 352 osoby/km² (wśród 963 gmin regionu Prowansja-Alpy-W. Lazurowe La Turbie plasuje się na 228. miejscu pod względem liczby ludności, natomiast pod względem powierzchni na miejscu 757.). Graniczy z Księstwem Monako.

## Zabytki

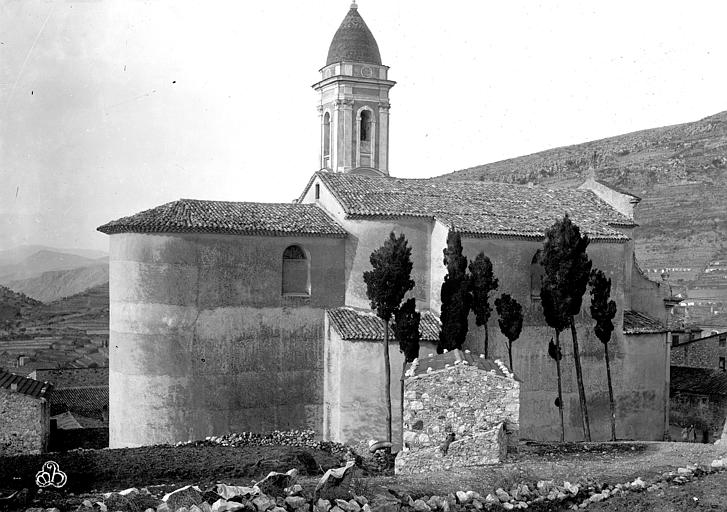
Kościół Michała Archanioła w 1905 roku

- pozostałości średniowiecznych murów miejskich z dwiema zachowanymi bramami;
- starówka z najstarszymi domami z XI wieku;
- XVIII-wieczny kościół pw. Michała Archanioła z ołtarzem wykonanym z barwnego marmuru[1].